# Abu l-Abbas al-Mursi

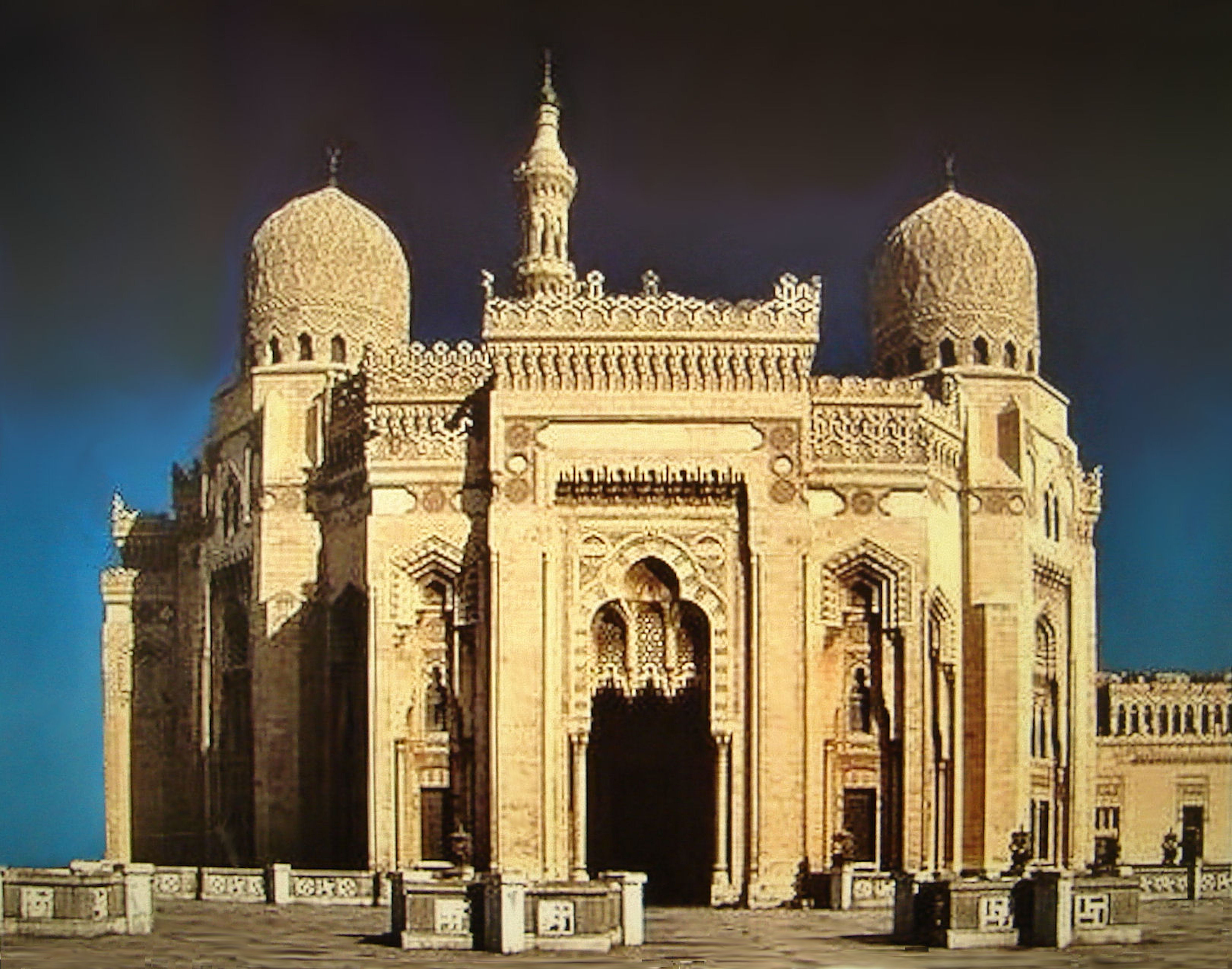
Eingang der Moschee mit seiner Grabstätte in Alexandria (Ägypten)

Abu l-Abbas al-Mursi (arabisch أبو العباس المرسي, DMG Abū l-ʿAbbās al-Mursī; geboren 1219 in Murcia; gestorben 1286 in Alexandria) war ein aus Al-Andalus stammender ägyptischer Sufi-Scheich des Ordens (tarīqa) der Schadhiliya, Nachfolger des Ordensgründers Abu l-Hasan asch-Schadhili (1196/97–1258). Wie Ahmad al-Badawi (1199–1276), Ibrahim ad-Dessouki und Muslim ibn al-Haddschādsch zählt er zu den berühmten Sufiheiligen des Landes. Die Grabstätte von Abu l-Abbas al-Mursi befindet sich in der Abu-l-Abbas-al-Mursi-Moschee in Alexandria.
Der Gelehrte Ibn ʿAtā' Allāh hat biographisches Material über al-Mursi und dessen Lehrer asch-Schadhili zusammengetragen.